# Katedra św. Piotra w Osnabrücku
Katedra św. Piotra w Osnabrücku (niem. Dom St. Peter (Osnabrück)) – siedziba biskupa diecezji osnabrückiej.  
Katedra św. Piotra w Osnabrücku mieści się w centrum miasta, stoi na swoim własnym placu (Domhof). Została zbudowana między XII a XVI wiekiem w kilku fazach konstrukcyjnych. Dwie wieże zwracają dużą uwagę - starsza romańska i druga będąca w połowie szerokości gotycką. Wnętrze jest wciąż wyraźnie gotyckie, z dziełami sztuki - chrzcielnicą z 1220 i krzyżem triumfalnym z 1230. Jest również kilka fantastycznych pozłacanych bramek żelaznych przy wejściu do ambitu i więcej dzieł wykonanych przez miejscowych artystów. Katedra posiada muzeum dzieł sztuki i skarbów religijnych.